# Heinz Strehl
Heinz Strehl (n. 20 iulie 1938, Nürnberg, Germania Nazistă – d. 11 august 1986, Kalchreuth, Bavaria, Germania) a fost un fotbalist german care a câștigat titlul  în Germania de Vest în 1961, Cupa în 1962 și Bundesliga în 1968, toate cu 1. FC Nürnberg. Era un jucător rezistent cu fiind un bun pasator și având un joc de cap bun. Este jucătorul cu cele mai multe goluri înscrise în primul eșalon german pentru 1. FC Nürnberg, 76. S-a aflat constant printre golgeterii Germaniei și a fost unul din cei cinci golgeteri ai Cupei Campionilor Europeni în ediția din 1961-1962 cu șapte reușite. A debutat la echipa națională într-un meci cu Iugoslavia, în care a înscris o triplă. A murit din cauza unei insuficienței cardiace.